# Ladonia (Alabama)
Ladonia és una concentració de població designada pel cens dels Estats Units a l'estat d'Alabama. Segons el cens del 2000 tenia 3.229 habitants.

## Demografia
Segons el cens del 2000, Ladonia tenia 3.229 habitants, 1.258 habitatges, i 904 famílies. La densitat de població era de 389,6 habitants/km².
Dels 1.258 habitatges en un 34,2% hi vivien nens de menys de 18 anys, en un 56,4% hi vivien parelles casades, en un 10,2% dones solteres, i en un 28,1% no eren unitats familiars. En el 23% dels habitatges hi vivien persones soles el 7,8% de les quals corresponia a persones de 65 anys o més que vivien soles. El nombre mitjà de persones vivint en cada habitatge era de 2,57 el nombre mitjà de persones que vivien en cada família era de 3,02.
Per edats la població es repartia de la següent manera: un 25,8% tenia menys de 18 anys, un 9,1% entre 18 i 24, un 31,9% entre 25 i 44, un 23% de 45 a 60 i un 10,2% 65 anys o més.
L'edat mediana era de 35 anys. Per cada 100 dones hi havia 101,2 homes. Per cada 100 dones de 18 o més anys hi havia 99,9 homes.
La renda mediana per habitatge era de 34.214 $ i la renda mediana per família de 37.035 $. Els homes tenien una renda mediana de 30.694 $ mentre que les dones 20.227 $. La renda per capita de la població era de 16.671 $. Aproximadament el 15,6% de les famílies i el 16,1% de la població estaven per davall del llindar de pobresa.

## Poblacions properes
El següent diagrama mostra les poblacions més properes.